# Marañón
Der Río Marañón ist der linke und größere der beiden Quellflüsse des Amazonas in Südamerika und damit hydrologisch der Hauptquellfluss des Amazonas. Der längere Quellfluss ist der Ucayali. Der Río Marañón ist 1905 Kilometer lang und hat eine mittlere Wasserführung von rund 15.000 m³/s.

## Flusslauf
Der Marañón entsteht aus dem Zusammenfluss von Río Lauricocha und Río Nupe. Letzterer entspringt in der Cordillera Huayhuash in 5800 m Höhe. Der Ursprung des Río Lauricocha nördlich der Cordillera Raura in drei Bergseen oberhalb des Lauricocha-Sees wurde 1909 von Wilhelm Sievers als Quelle des Amazonas ermittelt. Der Río Lauricocha war bis zur Entdeckung der Quelle des Río Apurímac im Jahr 1975 als Amazonasoberlauf anerkannt.
Der Marañón durchläuft einen weiten Teil der Anden im Norden Perus und nimmt in der Nähe von La Unión den Río Vizcarra sowie bei Bagua den Río Utcubamba auf. Als einer der längsten Flüsse Perus fließt er mehrere hundert Kilometer innerhalb der Anden parallel zu den Gebirgsketten nach Nordwesten, bevor er nach Osten in das Amazonastiefland austritt und sich dort mit dem Río Ucayali zum Amazonas vereinigt. Beim Übergang ins Amazonasbecken bei Flusskilometer 674 durchfließt der Río Marañón das Durchbruchstal Pongo de Manseriche. Der Marañón fließt durch Hochgebirge, halbwüstenhafte Talsohlen sowie subtropischen und tropischen Regenwald.

## Wirtschaft und Kultur
Der Marañón ist vom Ort Balsas an schiffbar. Eine Erdöl-Leitung verläuft parallel zum nördlichen Teil des Flusslaufs. In seinem Einzugsgebiet gibt es Lagerstätten von Blei, Zink und Silber sowie eine Buntmetallhütte.
Seit den 2010er Jahren wird der Fluss zur Wasserkraftnutzung erschlossen. Es ist eine Kaskade von Wasserkraftwerken entlang dem Ober- und Mittellauf des Río Marañón geplant. Ein erstes Wasserkraftwerk ging 2018 in Betrieb.
Der Fluss bildet den Hintergrund für den Roman Die goldene Schlange von Ciro Alegría.

## Orte am Marañón
- Maypuco
- Concordia
- Santa Rita de Castilla
- Barranca
- San Lorenzo
- Santa María de Nieva
- Nauta

## Die größten Nebenflüsse
Zu den größten Nebenflüssen gehören (flussabwärts):
| Linke Zuflüsse | Rechte Zuflüsse                                                                     |
| |                                                                                     |
| - Río Vizcarra - Río Puchca - Río Yanamayo - Río Chamaya - Río Chinchipe - Río Cenepa - Río Santiago - Río Morona - Río Pastaza - Río Nucuray - Río Urituyacu - Río Chambira - Río Tigre | - Río Utcubamba - Río Imaza - Río Nieva - Río Yanapaga - Río Huallaga - Río Samiria |